# Leichtathletik-Halleneuropameisterschaften 2019/Teilnehmer (Deutschland)
| Gelbes Symbol für Goldmedaillen mit stilisierten Olympischen Ringen | Graues Symbol für Silbermedaillen mit stilisierten Olympischen Ringen | Braundes Symbol für Bronzemedaillen mit stilisierten Olympischen Ringen |
| ------------------------------------------------------------------- | --------------------------------------------------------------------- | ----------------------------------------------------------------------- |
| —                                                                   | 4                                                                     | 1                                                                       |

Aus Deutschland starteten 13 Athletinnen und 14 Athleten bei den Leichtathletik-Halleneuropameisterschaften 2019 in Glasgow, die fünf Medaillen (4 × Silber und 1 × Bronze) errangen.
Der Deutsche Leichtathletik-Verband (DLV) hatte zunächst 31 Athletinnen und Athleten nominiert, von den verletzungs- und krankheitsbedingt kurzfristig Pamela Dutkiewicz (60 m Hürden), Hanna Klein (1500 m), Kristin Gierisch (Dreisprung) und Gregor Traber (60 m Hürden) verzichten mussten.

## Ergebnisse

### Frauen

#### Laufdisziplinen
| Athletin                | Disziplin   | Vorlauf | Vorlauf | Halbfinale         | Halbfinale         | Finale             | Finale             |
| Athletin                | Disziplin   | Zeit    | Platz   | Zeit               | Platz              | Zeit               | Platz              |
| ----------------------- | ----------- | ------- | ------- | ------------------ | ------------------ | ------------------ | ------------------ |
| Rebekka Haase           | 60 m        | 7,36 s  | 18      | 7,37 s             | 17                 | nicht qualifiziert | nicht qualifiziert |
| Lisa-Marie Kwayie       | 60 m        | 7,30 s  | 11      | 7,29 s             | 8                  | nicht qualifiziert | nicht qualifiziert |
| Nadine Gonska           | 400 m       | 53,38 s | 19      | nicht qualifiziert | nicht qualifiziert | nicht qualifiziert | nicht qualifiziert |
| Caterina Granz          | 1500 m      | DNF     | –       | –––                | –––                | nicht qualifiziert | nicht qualifiziert |
| Konstanze Klosterhalfen | 3000 m      | –––     | –––     | –––                | –––                | 8:34,06 min        | Silber             |
| Alina Reh               | 3000 m      | –––     | –––     | –––                | –––                | 8:39,45 min PB     | 4                  |
| Cindy Roleder           | 60 m Hürden | 8,04 s  | 3       | 8,02 s             | 3                  | 7,97 s             | Silber             |

#### Sprung/Wurf
| Athletin            | Disziplin      | Qualifikation | Qualifikation | Finale             | Finale             |
| Athletin            | Disziplin      | Höhe/Weite    | Platz         | Höhe/Weite         | Platz              |
| ------------------- | -------------- | ------------- | ------------- | ------------------ | ------------------ |
| Imke Onnen          | Hochsprung     | 1,89 m        | 7             | 1,91 m             | 7                  |
| Katharina Bauer     | Stabhochsprung | 4,40 m        | 14            | nicht qualifiziert | nicht qualifiziert |
| Malaika Mihambo     | Weitsprung     | 6,74 m        | 4             | 6,83 m             | 4                  |
| Sara Gambetta       | Kugelstoßen    | 18,17 m PB    | 5             | 17,60 m            | 7                  |
| Alina Kenzel        | Kugelstoßen    | 18,09 m PB    | 6             | 17,55 m            | 8                  |
| Christina Schwanitz | Kugelstoßen    | 19,09 m       | 1             | 19,11 m            | Silber             |

### Männer

#### Laufdisziplinen
| Athlet            | Disziplin | Vorlauf     | Vorlauf | Halbfinale         | Halbfinale         | Finale             | Finale             |
| Athlet            | Disziplin | Zeit        | Platz   | Zeit               | Platz              | Zeit               | Platz              |
| ----------------- | --------- | ----------- | ------- | ------------------ | ------------------ | ------------------ | ------------------ |
| Kevin Kranz       | 60 m      | 6,70 s      | 6       | 6,67 s             | 8                  | 6,73 s             | 8                  |
| Robert Farken     | 800 m     | 1:51,02 min | 31      | nicht qualifiziert | nicht qualifiziert | nicht qualifiziert | nicht qualifiziert |
| Christoph Kessler | 800 m     | 1:48,62 min | 7       | 1:50,62 min        | 8                  | nicht qualifiziert | nicht qualifiziert |
| Karl Bebendorf    | 1500 m    | 3:45,70 min | 5       | –––                | –––                | 3:46,88 min        | 7                  |
| Marius Probst     | 1500 m    | 3:46,93 min | 9       | –––                | –––                | 3:45,76 min        | 6                  |
| Amos Bartelsmeyer | 3000 m    | 7:51,35 min | 4       | –––                | –––                | 7:59,62 min        | 6                  |
| Florian Orth      | 3000 m    | 7:54,59 min | 10      | –––                | –––                | 8:05,09 min        | 11                 |
| Sam Parsons       | 3000 m    | 7:55,60 min | 12      | –––                | –––                | 8:05,83 min        | 12                 |

#### Sprung/Wurf
| Athletin             | Disziplin      | Qualifikation | Qualifikation | Finale     | Finale |
| Athletin             | Disziplin      | Höhe/Weite    | Platz         | Höhe/Weite | Platz  |
| -------------------- | -------------- | ------------- | ------------- | ---------- | ------ |
| Mateusz Przybylko    | Hochsprung     | 2,28 m SB     | 1             | 2,18 m     | 8      |
| Falk Wendrich        | Hochsprung     | 2,25 m        | 4             | 2,18 m     | 7      |
| Bo Kanda Lita Baehre | Stabhochsprung | 5,70 m =PB    | 4             | 5,55 m     | 7      |
| Max Heß              | Dreisprung     | 16,81 m SB    | 2             | 17,10 m SB | Bronze |
| David Storl          | Kugelstoßen    | 20,61 m       | 5             | 21,54 m SB | Silber |

#### Siebenkampf
| Athlet           | Disziplin | 60 m       | Weitsprung | Kugelstoßen | Hochsprung | 60 m Hürden | Stabhochsprung | 1000 m      | Punkte | Platz |
| ---------------- | --------- | ---------- | ---------- | ----------- | ---------- | ----------- | -------------- | ----------- | ------ | ----- |
| Andreas Bechmann | Ergebnis  | 7,05 s =PB | 7,39 m PB  | 14,04 m PB  | 2,07 m     | 8,55 s      | 5,20 m =PB     | 2:45,86 min | 6001   | 5     |
| Andreas Bechmann | Punkte    | 865        | 908        | 731         | 868        | 848         | 972            | 809         | 6001   | 5     |